# 異型增生
异型增生（英語：dysplasia）简称异生，或译分化不良、分化异常，是指细胞增生且表现出细胞形态及组织结构的“异型性”（atypia），在病理学上特指一种与肿瘤形成相关的上皮病变，见于鳞状上皮、尿路上皮、腺上皮。异型增生的上皮不一定进展为癌，仍属可逆状态。
“异型增生”是相对于“典型增生”的术语，相似于“非典型增生”；但非典型增生（atypical hyperplasia）可作为含盖范围更广的术语，即广义上除了異型增生，尚可包括组织修复与组织炎症等状况。
此外，英语“dysplasia”的涵盖意义相当广泛，因此汉语翻译依语境也差异甚大，dysplasia 包括了微观尺度的细胞层次，以及宏观尺度的器官层次。细胞层次的增生病变有上皮增生不良（epithelial dysplasia，特称为异型增生、异生）、骨骼的纤维性结构不良、骨髓增生不良（特称为骨髓增生异常综合征）。器官层次的发育不良有髋关节发育不良、肾发育不良（多囊性肾发育不良）。
骨髓增生异常综合征是指骨髓中不成熟細胞的增加，以及血液中成熟血球細胞的減少。

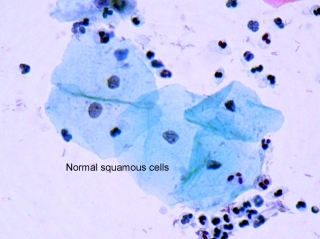
正常鳞状细胞

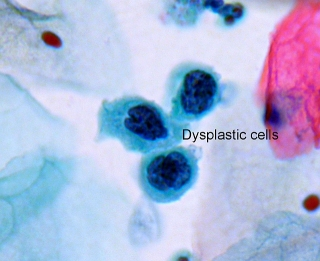
异型增生鳞状细胞